# Crafton et Xunk
Pour les articles homonymes, voir Crafton et Xunk.
Crafton et Xunk (exporté sous le nom Get Dexter) est un jeu vidéo d'action-aventure conçu par Rémi Herbulot (programmation) et Michel Rho (graphismes) et édité par ERE Informatique en 1986 sur Amstrad CPC. Le jeu a été adapté sur Atari ST en 1987 et sur MSX (MSX2) en 1988.
Le jeu a eu une suite, L'Ange de Cristal (1988).

## L'histoire
2912. La guerre menace la Terre. sur toutes les colonies spatiales, c'est l'angoisse : si l'ordinateur central de contrôle galactique est détruit, toute vie s'éteindra sur les planètes non autonomes. Pour Crafton, androïde spécialiste des missions dangereuses, et Xunk son fidèle podocéphale, il s'agit d'investir le centre de recherche -Zarxas- qui garde l'ordinateur et d'éviter la catastrophe.

## Principe et but du jeu
Bien qu'accompagné d'une petite BD expliquant le contexte, le but du jeu n'était pas indiqué. C'était au joueur de découvrir comment survivre dans le centre de Zarxas et trouver le but de sa quête. Le joueur incarnait Crafton, un humanoïde accompagné par son fidèle compagnon Xunk, un être constitué d'une tête et d'un pied pouvant prêter assistance au joueur ou vivre sa vie. Les deux héros évoluent dans Zarxas, un complexe scientifique en forme de labyrinthe où est caché un ordinateur central dont la découverte du code est le but de la quête. Pour arriver à cette fin, Crafton devra découvrir les multiples salles, éviter les personnages hostiles, recharger ses batteries grâce aux cabines "holophonique", découvrir les fonctions de certains objets, accéder à des salles fermées grâce à des cartes magnétiques..  

## Une prouesse technique
Sorti en 1986 sur un simple micro de 64 Ko, chaque salle de Zarxas était dessinée en 3D isométrique avec des personnages et des objets indépendants. Crafton pouvait déplacer les meubles, utiliser les objets, grimper sur des objets préalablement entassés. Et cela avec beaucoup de détails et un sens certain d'humour bon enfant.

## À noter
Le jeu s'inscrit dans la lignée de Knight Lore (1984) d'Ultimate, un jeu sur ZX Spectrum qui avait beaucoup impressionné Rémi Herbulot. Il voulait faire mieux et surtout plus rapide et plus beau. Crafton et Xunk utilise le mode 16 couleurs en basse résolution de l'Amstrad CPC. Il exploite les capacités graphiques et sonores de la machine comme peu avant l'avaient fait.